# Caloptilia camphorae
The Camphor leaf miner (Caloptilia camphorae) là một loài bướm đêm thuộc họ Gracillariidae. Nó được tìm thấy ở Nhật Bản (Honshū, Kyūshū, quần đảo Ryukyu).
Sải cánh dài 8–10 mm.
Ấu trùng ăn Actinodaphne lancifolia, Cinnamomum camphora, Lindera praecox, Litsea coreana và Parabenzoin praecox. Chúng ăn lá nơi chúng làm tổ.